# Fòlcids

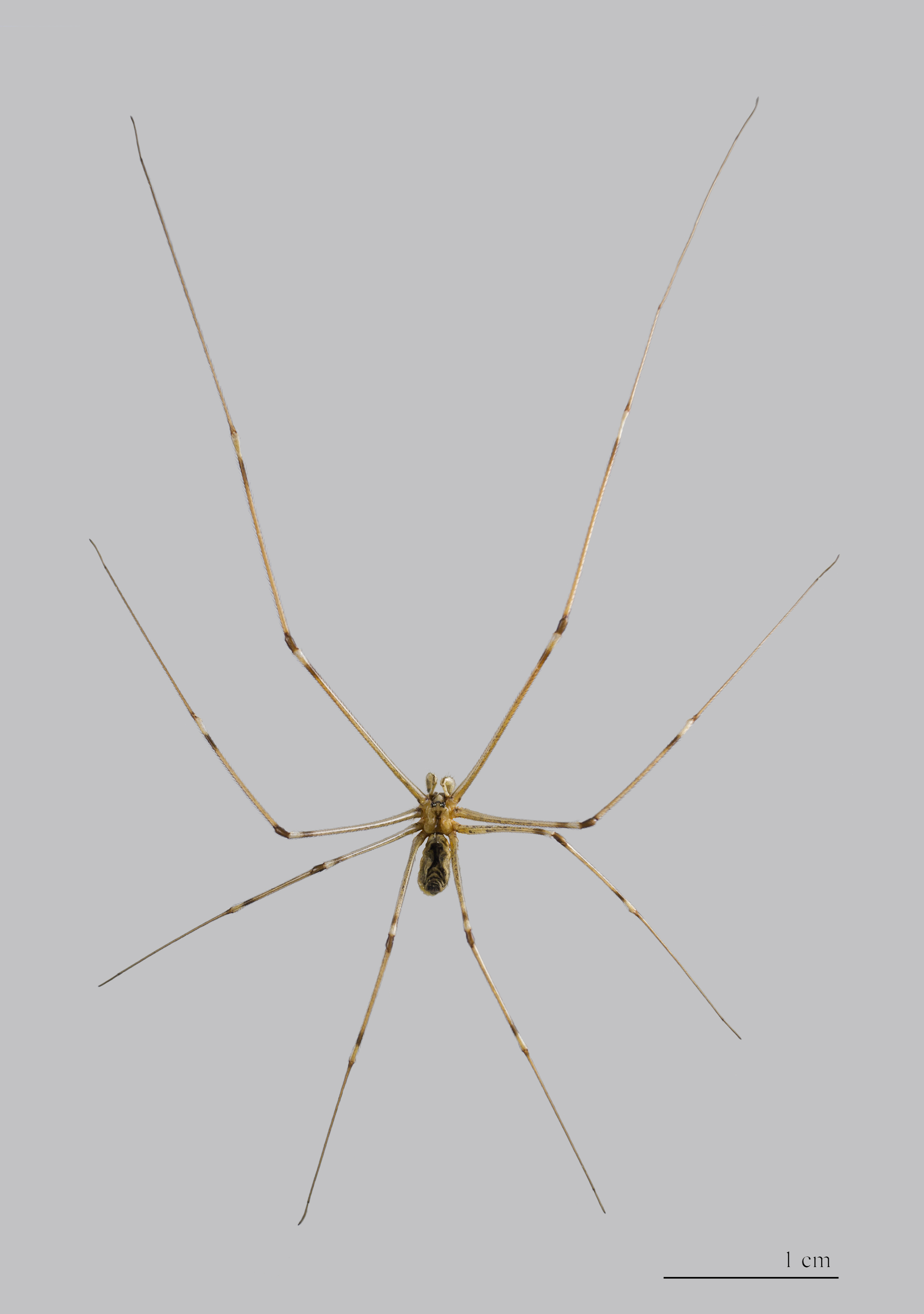
Holocnemus pluchei - Museu mostra

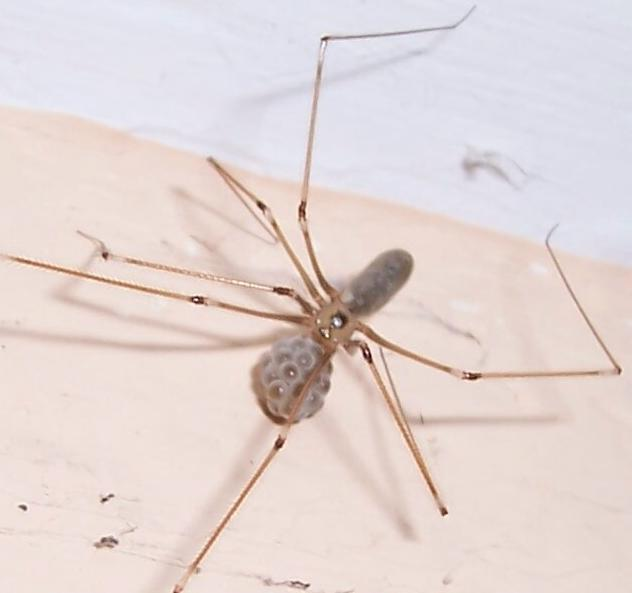
Pholcus phalangioides

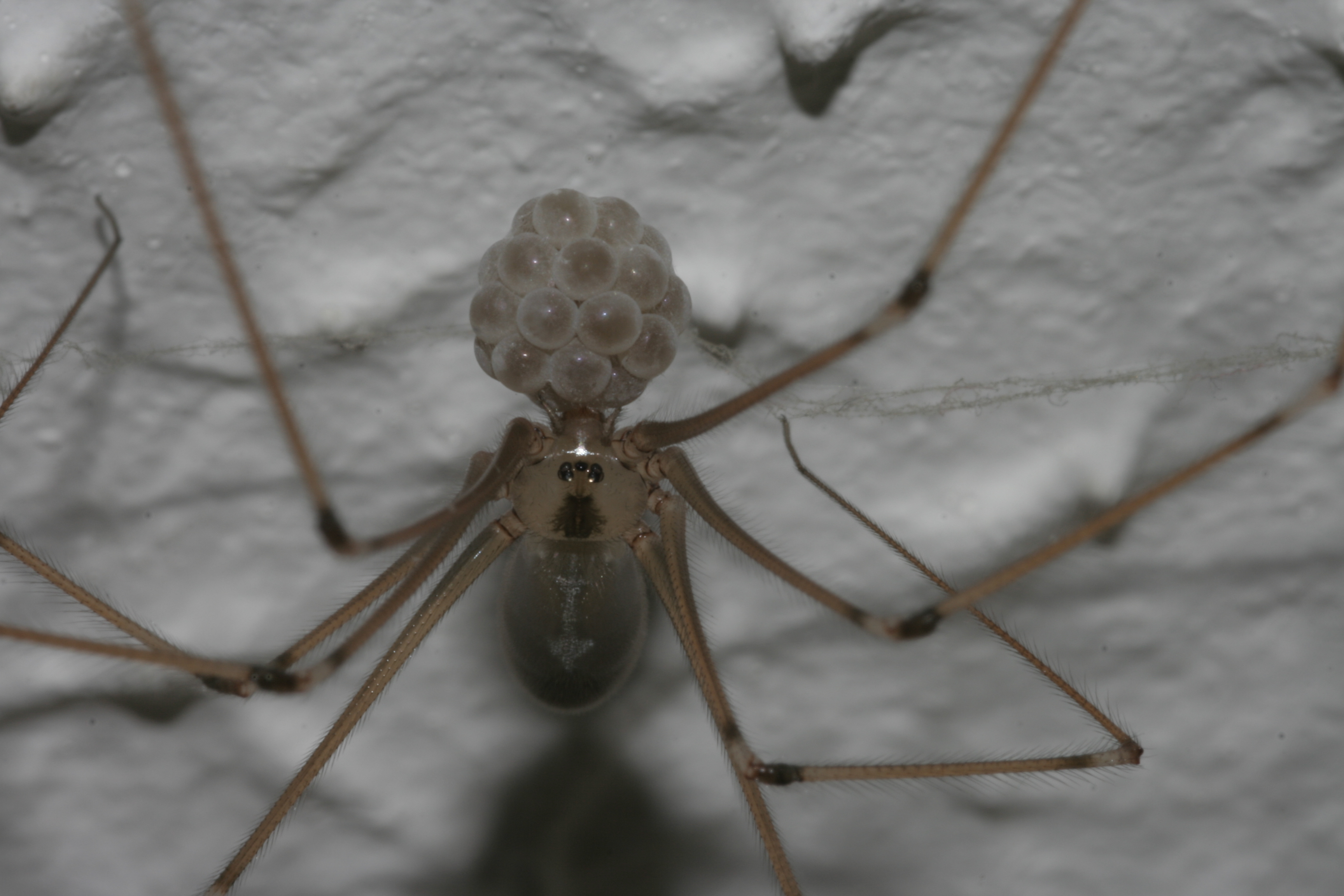
Pholcus phalangioides

Els fòlcids (Pholcidae) són una família d'aranyes araneomorfes descrita per Koch el 1850. Els fòlcids es troben distribuïts per tots els continents del món, excepte l'Antàrtida i la de l'Àrtida. Aquestes aranyes, algunes d'un cos petit i de potes molt llargues, són presents en entorns humans i algunes espècies (Pholcus phalangioides) en són molt familiars a Catalunya, País Valencià, les Balears i arreu del món.
Els fólcids mostren una gran plasticitat ecològica i es poden trobar a tot arreu, des de deserts fins a boscos tropicals humits. Com succeeix en molts altres grups d'artròpodes, els fólcids són més diversos a les regions tropicals del món. Diversos estudis han demostrat que podrien estar entre les aranyes constructores de teranyina més comunes, si no els més dominants, en algunes regions tropicals.
Actualment hi ha més de 1600 espècies descrites. Només es van descriure 9 espècies (encara vigents) de Pholcidae en els primers 100 anys després d'algunes descripcions de Linné, en comparació amb més de 1.600 espècies descrites en els últims 100 anys. I el 66% de les espècies conegudes (més de 1100) s'han descrit en els últims 20 anys. Aquests nombres suggereixen que es podrien descriure encara moltes més, probablement entre 2500-5000 espècies més.

## Descripció i hàbitat
En algunes espècies, les potes són bastant curtes, de prop d'1 mm. Però altres tenen potes que són aproximadament 20 vegades la longitud del seu cos. Són potes molt fines; una pota de 35 mm de llarg, fa només 0,05 mm de gruix.
Els fòlcids es col·loquen cap per avall en les seves teranyines irregulars, desordenades. Aquestes teles estan construïdes en llocs foscos i humits, com ara coves, sota roques i escorces soltes, o refugis abandonats de mamífers. En àrees d'habitatge humà, els fòlcids construeixen les teranyines en àrees tranquil·les com altells i cellers; d'aquí un dels noms comuns, cellar spider o "aranya de celler".

## Comportament
Algunes espècies de fòlcids presenten una resposta a l'amenaça peculiar, ja sigui quan nosaltres els molestem amb un toc a la xarxa o cauen preses grans. L'aranya respon agitant ràpidament la teranyina amb un moviment giratori. Encara que no és l'únic tipus d'aranya que exhibeix aquest comportament, la seva presència en hàbitats humans ha fet que se les anomeni també vibrating spiders ("aranyes que vibren"). Hi ha diverses explicacions en a aquesta resposta; el moviment pot dificultar que el possible depredador localitzi. La vibració també pot augmentar les probabilitats de capturar insectes que acaben de contactar la seva tela i que continuen estant a prop.

## Dieta
Algunes espècies d'aquestes aranyes envaeixen les teles d'altres aranyes per menjar-se l'amfitrió, els seus ous o alguna presa. En alguns casos, l'aranya fa vibrar la teranyina de l'altra aranya, imitant la lluita de la presa atrapada i així atraure la propietària de la tela. Els fòlcids són caçadors naturals de diverses espècies de Tegenaria i se sap que ataquen i mengen exemplars de Latrodectus hasselti, esparàssids i altres presents a les cases. Els fòlcids poden ser beneficiosos per als éssers humans que viuen en regions amb densitat de poblacions d'aranyes dels aiguamolls (Tegenaria agrestis), ja que la captura de tegenàries pot mantenir les poblacions sota control.

## Sistemàtica
Segons el World Spider Catalog amb data del desembre de 2018, aquesta família té reconeguts 86 gèneres i 1672 espècies, de les quals 325 són del gènere Pholcus i 117 de Belisana. El creixement dels darrers anys és molt important en quants al nombre d'espècies, ja que el 21 de desembre de 2006 hi havia reconeguts 80 gèneres i 959 espècies. Els 86 gèneres són els següents:
- Aetana  Huber, 2005
- Anansus  Huber, 2007
- Anopsicus  Chamberlin & Ivie, 1938
- Apokayana  Huber, 2018
- Artema  Walckenaer, 1837
- Aucana  Huber, 2000
- Aymaria  Huber, 2000
- Belisana  Thorell, 1898
- Blancoa  Huber, 2000
- Buitinga  Huber, 2003
- Calapnita  Simon, 1892
- Canaima  Huber, 2000
- Cantikus  Huber, 2018
- Carapoia  González-Sponga, 1998
- Cenemus  Saaristo, 2001
- Chibchea  Huber, 2000
- Chisosa  Huber, 2000
- Ciboneya  Pérez, 2001
- Coryssocnemis  Simon, 1893
- Crossopriza  Simon, 1893
- Enetea  Huber, 2000
- Galapa  Huber, 2000
- Gertschiola  Brignoli, 1981
- Guaranita  Huber, 2000
- Hantu  Huber, 2016
- Holocneminus  Berland, 1942
- Holocnemus  Simon, 1873
- Hoplopholcus  Kulczyński, 1908
- Ibotyporanga  Mello-Leitão, 1944
- Ixchela  Huber, 2000
- Kambiwa  Huber, 2000
- Kelabita  Huber, 2018
- Khorata  Huber, 2005
- Kintaqa  Huber, 2018
- Leptopholcus  Simon, 1893
- Litoporus  Simon, 1893
- Mecolaesthus  Simon, 1893
- Meraha  Huber, 2018
- Mesabolivar  González-Sponga, 1998
- Metagonia  Simon, 1893
- Micromerys  Bradley, 1877
- Micropholcus  Deeleman-Reinhold & Prinsen, 1987
- Modisimus  Simon, 1893
- Muruta  Huber, 2018
- Nerudia  Huber, 2000
- Ninetis  Simon, 1890
- Nipisa  Huber, 2018
- Nita  Huber & El-Hennawy, 2007
- Nyikoa  Huber, 2007
- Ossinissa  Dimitrov & Ribera, 2005
- Otavaloa  Huber, 2000
- Paiwana  Huber, 2018
- Panjange  Deeleman-Reinhold & Deeleman, 1983
- Papiamenta  Huber, 2000
- Paramicromerys  Millot, 1946
- Pehrforsskalia  Deeleman-Reinhold & van Harten, 2001
- Pholcophora  Banks, 1896
- Pholcus  Walckenaer, 1805
- Physocyclus  Simon, 1893
- Pisaboa  Huber, 2000
- Pomboa  Huber, 2000
- Pribumia  Huber, 2018
- Priscula  Simon, 1893
- Psilochorus  Simon, 1893
- Quamtana  Huber, 2003
- Queliceria  González-Sponga, 2003
- Savarna  Huber, 2005
- Smeringopina  Kraus, 1957
- Smeringopus  Simon, 1890
- Spermophora  Hentz, 1841
- Spermophorides  Wunderlich, 1992
- Stenosfemuraia  González-Sponga, 1998
- Stygopholcus  Absolon & Kratochvíl, 1932
- Systenita  Simon, 1893
- Tainonia  Huber, 2000
- Teranga  Huber, 2018
- Tibetia  Zhang, Zhu & Song, 2006
- Tissahamia  Huber, 2018
- Tolteca  Huber, 2000
- Trichocyclus  Simon, 1908
- Tupigea  Huber, 2000
- Uthina  Simon, 1893
- Wanniyala  Huber & Benjamin, 2005
- Waunana  Huber, 2000
- Wugigarra  Huber, 2001
- Zatavua  Huber, 2003

Per a comentaris sobre el monofiletisme i les relacions de molts gèneres, ha estat estudiat per Huber el 1998 i 2000. La divisió dels fòlcids en cinc subfamílies ha estat confirmat recentment per Huber, Eberle i Dimitrov el 2018:
- Ninetinae (Simon, 1890)
- Arteminae (Simon, 1893)
- Modisiminae (Simon, 1893)
- Smeringopinae (Simon, 1893)
- Pholcinae C. L. Koch, 1851

### Fòssils
Segons el World Spider Catalog versió 19.0 (2018), existeixen els següents gèneres fòssils:
- †Paraspermophora  Wunderlich, 2004
- †Serratochorus  Wunderlich, 1988

### Superfamília Pholcoidea
Els fòlcids havien format part de la superfamília dels folcoïdeus (Pholcoidea), al costat de plectrèurids i diguètids.
Les aranyes, tradicionalment, havien estat classificades en famílies que van ser agrupades en superfamílies. Quan es van aplicar anàlisis més rigorosos, com la cladística, es va fer evident que la major part de les principals agrupacions utilitzades durant el segle XX no eren compatibles amb les noves dades. Actualment, els llistats d'aranyes, com ara el World Spider Catalog, ja ignoren la classificació de superfamílies.